# トニー・バートン (俳優)
トニー・バートン(Tony Burton、1937年3月23日 - 2016年2月25日)は、アメリカ合衆国の俳優。

## 概要
ミシガン州フリントに生まれる。高校卒業後、ミシガン州のアマチュアボクシング王者に2度輝く。その後、アメフトの選手としても才能を発揮した。
1980年前後から俳優として活動を開始した。『シャイニング』、『ジョン・カーペンターの要塞警察』などにも出演したが、一番の出世作はやはり『ロッキー』である。『ロッキー』シリーズには全6作に出演し「1」「2」ではアポロのトレーナー、「3」でアポロと共にロッキーのトレーナーとなりアポロの死後もロッキーのトレーナーとして彼を支える重要な役目をしている。
映画『シャイニング』の撮影中、監督であるスタンリー・キューブリックとチェスに没頭してしまうほどのチェスマニアでもあり、『ロッキー4』では彼のチェスのシーンがある。
2016年2月25日、死去。78歳没。